# Jerzy Wawrzyniec Girdzimont Szymkowicz
Jerzy Wawrzyniec Girdzimont Szymkowicz herbu Kościesza (zm. przed 24 maja 1710 roku) – pisarz skarbowy litewski, starosta trabski i jakuński.
Poseł sejmiku powiatu oszmiańskiego na sejm konwokacyjny 1696 roku.